# José Córdoba Montoya
José María Córdoba Montoya (nacido como Joseph Marie Cordoba Montoya; La Ciotat, Francia; 1 de junio de 1950) es un economista y político francés naturalizado mexicano, miembro del Partido Revolucionario Institucional. Ocupó destacados puestos en la administración pública al lado de Carlos Salinas de Gortari y es una de las figuras políticas más controvertidas en México.

## Origen y estudios
José María Córdoba nació en la población francesa de La Ciotat, en la Costa Azul, hijo de dos exiliados republicanos españoles, José Córdoba Caparrós y Dolores Montoya. Su padre, de profesión abogado, fue miembro del ayuntamiento de Almería en época republicana, y a la victoria del franquismo sufrió prisión de 1939 a 1945. Tras escapar, se exilió en Francia.
Córdoba Montoya egresó como ingeniero de la École Polytechnique de París, y obtuvo una maestría en Filosofía en la La Sorbona en 1973. Entre 1974 y 1977 realizó estudios de doctorado en Economía en la Universidad de Stanford, mismos que nunca concluyó, interrumpiendo su tesis titulada "Precios y cantidades en el Sistema de Planificación". En consecuencia, nunca se tituló oficialmente como Doctor, grado académico con el que se ostentó en el desempeño de sus cargos públicos en México. Sin embargo, sería su estancia en Stanford la definitoria para su ingreso en el grupo político-económico mexicano liderado por Carlos Salinas de Gortari —conocido como Los Tecnócratas—, al conocer a Rogelio Gasca Neri y ser compañero de habitación de Guillermo Ortiz Martínez, quien llegaría ser secretario de Hacienda y Crédito Público.

## Carrera política
Tras desempeñarse como profesor en la Universidad de Pensilvania entre 1978 y 1979, en este último año se trasladó a México invitado por Ortiz Martínez para dar clases en el Colegio de México y desempeñarse como asesor del Director de Ingresos de la Secretaría de Hacienda, Francisco Gil Díaz, en el que sería su primer cargo público. Al año siguiente, en 1980, se afilió al PRI, aun y cuando no tenía la nacionalidad mexicana por lo que constituyó una violación constitucional y en 1981 pasó a ser asesor de Carlos Salinas de Gortari, Director del Instituto de Estudios Políticos, Económicos y Sociales (IEPES) del PRI durante la campaña a la presidencia de México de Miguel de la Madrid. Desde ese momento y hasta 1994 Córdoba se desempeñaría siempre como el más cercano asesor de Salinas de Gortari.
Al asumir el gobierno de México el 1 de diciembre de 1982, De la Madrid designó a Salinas de Gortari como secretario de Programación y Presupuesto y a Córdoba como director general de Política Económica y Social de la misma dependencia, cargo que ocupó hasta 1987 con excepción de 1983 a 1985 en que fue su jefe de Asesores; durante este periodo, el 10 de mayo de 1985, obtuvo oficialmente la nacionalidad mexicana. En 1987 Salinas fue postulado como candidato del PRI a Presidente de México, en consecuencia Córdoba dejó su cargo en la Secretaría de Programación y siguió a Salinas a la campaña electoral como su asesor.

## Jefe de Oficina de la Presidencia

Carlos Salinas de Gortari, presidente de México de 1988 a 1994.

La campaña electoral de Salinas tras una serie de problemas y dificultades —inéditas para una campaña del PRI—, culminó en las controvertidas elecciones presidenciales de 1988 que fueron denunciadas como fraudulentas por los candidatos de la oposición Cuauhtémoc Cárdenas, Manuel Clouthier y Rosario Ibarra de Piedra, y que generaron una grave crisis política en el país; finalmente el PRI logró se calificara como legal la elección en la Cámara de Diputados y Salinas asumió como presidente el 1 de diciembre de 1988, el mismo día designó a Córdoba para el cargo de Jefe de la Oficina de Presidencia, de nueva creación y un equivalente aproximado al Chief of Staff de los gobiernos estadounidenses.

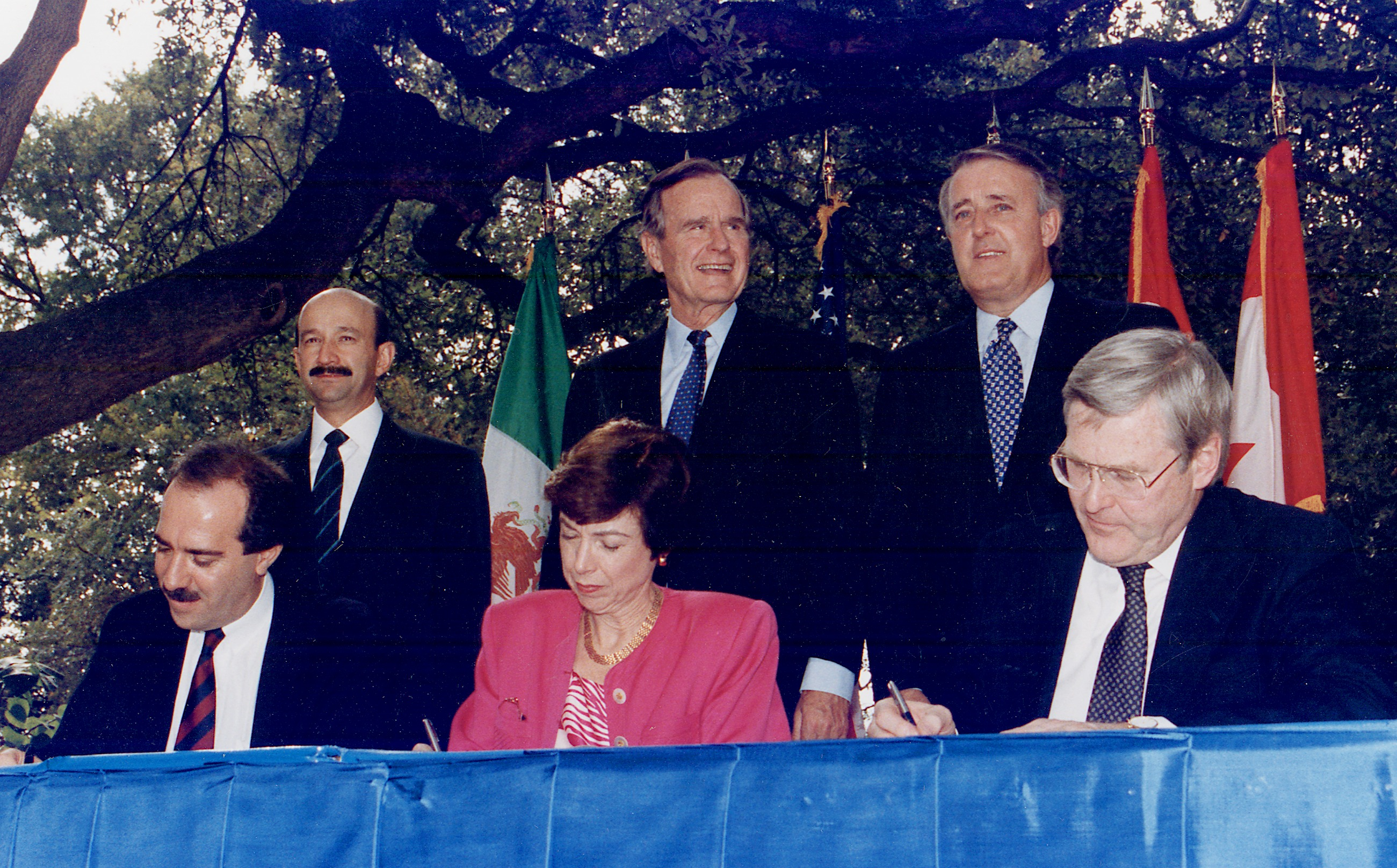
Firma del TLC en 1992.

Fue en el ejercicio de este cargo en el cual Córdoba concentraría gran poder, al colocarse en el centro de las principales decisiones políticas y económicas del gobierno de Salinas que pretendía establecer un claro cambio de rumbo en la administración pública de México. Estas reformas probaron ser de gran éxito durante los primeros cinco años del gobierno, dándole a Salinas un gran prestigio nacional e internacional, culminando con la firma del Tratado de Libre Comercio de América del Norte (TLC) con Estados Unidos y Canadá, logro atribuido por Salinas al propio Córdoba en unión de Jaime Serra Puche.
El éxito del gobierno de Salinas se derrumbó en el último año de gobierno, 1994, enrarecido por la sucesión presidencial y el alzamiento del Ejército Zapatista de Liberación Nacional el 1 de enero de ese año y que culmina con el asesinato de Luis Donaldo Colosio, candidato del PRI a la presidencia el 23 de marzo. La participación de Córdoba en estos procesos políticos es hasta la actualidad una de las mayores controversias en la política mexicana, pues se encuentra plagado de versiones y rumores, pero muy pocos hechos comprobables. El sucesor de Colosio en la candidatura sería Ernesto Zedillo, protegido de Córdoba y que en consecuencia significaría un triunfo más en su influencia; pero ante su desgaste en la opinión pública y en el mismo ánimo de Salinas, llevó a su salida de la jefatura de la Oficina de la Presidencia y su designación como representante de México ante el Banco Interamericano de Desarrollo en Washington, D. C., el 30 de marzo del mismo año, al día siguiente de la postulación de Zedillo y siendo sustituido por Santiago Oñate Laborde; Este sería su último cargo público en el gobierno mexicano.
Tras este último episodio no volvió a figurar públicamente, aunque en algunos círculos políticos se le sigue considerando como un personaje influyente de la política mexicana.

## Iniciativa privada
Desde 2013, se desempeña como asesor personal de Luis Téllez, quien funge como Presidente de la Bolsa Mexicana de Valores. Desde el fin del mandato de Salinas de Gortari, no existen detalles sobre su vida pública y privada. Ha estado fuera de los medios de comunicaciones desde entonces.